# Bad Girl (singel Danity Kane)
Bad Girl – piosenka R&B stworzona przez Mary Brown, Melissę Elliott, Nathaniala Hillsa i Jamesa Washingtona na drugi album studyjny amerykańskiego girlsbandu Danity Kane, Welcome to the Dollhouse (2008). Wyprodukowany przez Danja oraz zarejestrowany z gościnnym udziałem Missy Elliott, utwór wydany został jako drugi singel promujący krążek dnia 15 lipca 2008.

## Historia
"Bad Girl" początkowo miał się ukazać jako singel w formacie digital download dnia 1 lipca 2008 za pośrednictwem witryny iTunes Store, lecz data premiery została przesunięta z niewyjaśnionych przyczyn na dzień 15 lipca 2008; singel dostępny jest tylko dzięki stronie internetowej Amazon.com.

## Wydanie singla
Zanim utwór został wydany jako singel, dostał się na notowania Bubbling Under Hot 100 Singles oraz Pop 100 tylko dzięki wysokiej sprzedaży digital download zaraz po premierze albumu Welcome to the Dollhouse. Pomimo debiutów na pozycjach #110 na Hot 100 oraz #85 na Pop 100, kompozycja szybko zniknęła z notowań.

## Teledysk
Teledysk do singla miał premierę dnia 25 lipca 2008 na stacji MTV w programie FNMTV. Klip reżyserowany był przez Erika White’a.
Videoclip ukazuje każdą z członkiń zespołu wcielone w swoje alter ego; cały teledysk to komiks, który łączy ze sobą każdy wątek. W klipie gościnnie wystąpiła Missy Elliott.

## Listy utworów i formaty singla
Międzynarodowy CD singel
1. Bad Girl (Radio Version) – 3:35
2. Bad Girl (Album Version) – 4:03
3. Bad Girl (No Rap Version) – 3:22
4. Bad Girl (Instrumental Version) – 4:03

## Pozycje na listach
| Lista przebojów (2008)                       | Najwyższa pozycja |
| -------------------------------------------- | ----------------- |
| USA Billboard Pop 100                        | 85                |
| USA Billboard Bubbling Under Hot 100 Singles | 10                |